# 5404 Uemura
5404 Uemura (1991 EE1) là một tiểu hành tinh vành đai chính được phát hiện ngày 15 tháng 3 năm 1991 bởi Endate và Watanabe ở Kitami.